# Lactocollybia cycadicola
Lactocollybia cycadicola är en svampart som först beskrevs av Marcel Josserand, och fick sitt nu gällande namn av Rolf Singer 1939. Lactocollybia cycadicola ingår i släktet Lactocollybia och familjen Marasmiaceae.   Inga underarter finns listade i Catalogue of Life.